# Словаци напред
Словаци напред (слч. Slováci vpred; скраћено СН) је политичка странка у Србији која представља словачку националну мањину. Води је Павел Сурови. Сарађује с Александром Вучићем и Српском напредном странком (СНС).